# Cosmografia

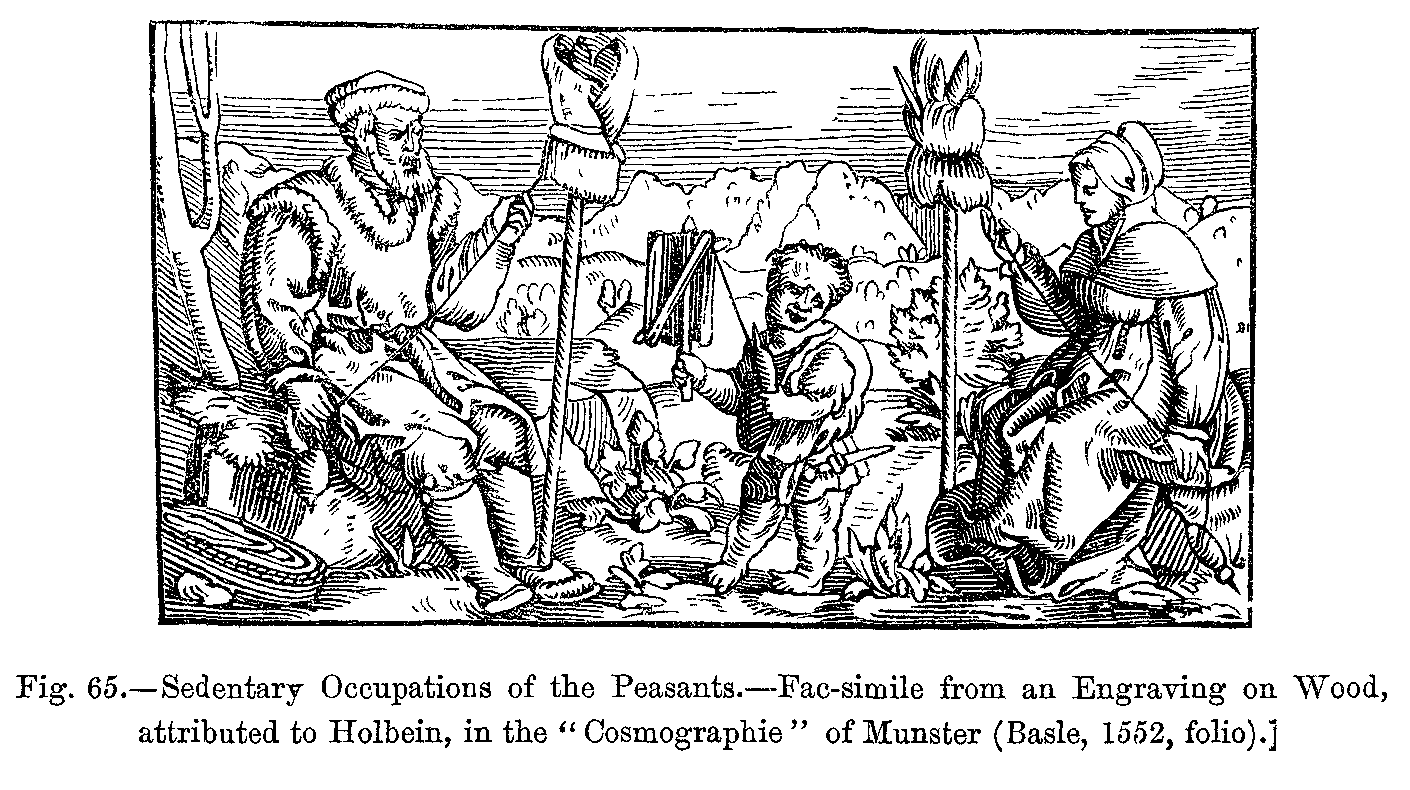
Ocupações sedentárias de camponeses - por Holbein, na "Cosmographie" de Munster (Basileia, 1552, fólio)

Cosmografia é a parte da astronomia que se preocupa com o estudo e descrição do universo. A palavra cosmografia foi utilizada pela primeira vez por Ptolomeu no século IV a.C., para referir-se aos estudos do cosmos e corpos celestes. No Reino de Portugal havia o cargo de cosmógrafo-mor.
Uma ciência que mapeia as características gerais do cosmos ou universo, descrevendo o céu e a Terra (mas sem invadir a geografia ou astronomia). A obra do século XIV 'Aja'ib al-makhluqat wa-ghara'ib al-mawjudat, do médico persa Zakariya al-Qazwini, é considerada uma das primeiras obras da cosmografia.
A cosmografia tradicional hindu, budista e jainista esquematiza um universo centrado no Monte Meru, rodeado por rios, continentes e mares. Essas cosmografias postulam um universo sendo repetidamente criado e destruído ao longo de ciclos de tempo de imensos comprimentos.
Em 1551, Martín Cortés de Albacar, de Zaragoza, Espanha, publicou Breve compendio de la esfera y del arte de navegar. Traduzido para o inglês e reimpresso várias vezes, o trabalho foi de grande influência na Grã-Bretanha por muitos anos. Ele propôs cartas esféricas e mencionou o desvio magnético e a existência de pólos magnéticos.
O livro Cosmographie de Peter Heylin, em 1652 (ampliado de seu Microcosmos de 1621), foi uma das primeiras tentativas de descrever o mundo inteiro em inglês, sendo a primeira descrição conhecida da Austrália e uma das primeiras da Califórnia. O livro tem 4 seções, examinando a geografia, política e culturas da Europa, Ásia, África e América, com um adendo em Terra Incognita, incluindo Austrália e estendendo-se a Utopia, Fairyland e "Land of Chivalrie".
Em 1659, Thomas Porter publicou um Compendious Description of the Whole World, menor, mas extenso, que também incluía uma cronologia dos eventos mundiais desde a Criação. Tudo isso fazia parte de uma tendência importante do Renascimento europeu para explorar (e talvez compreender) o mundo conhecido.

## Uso moderno

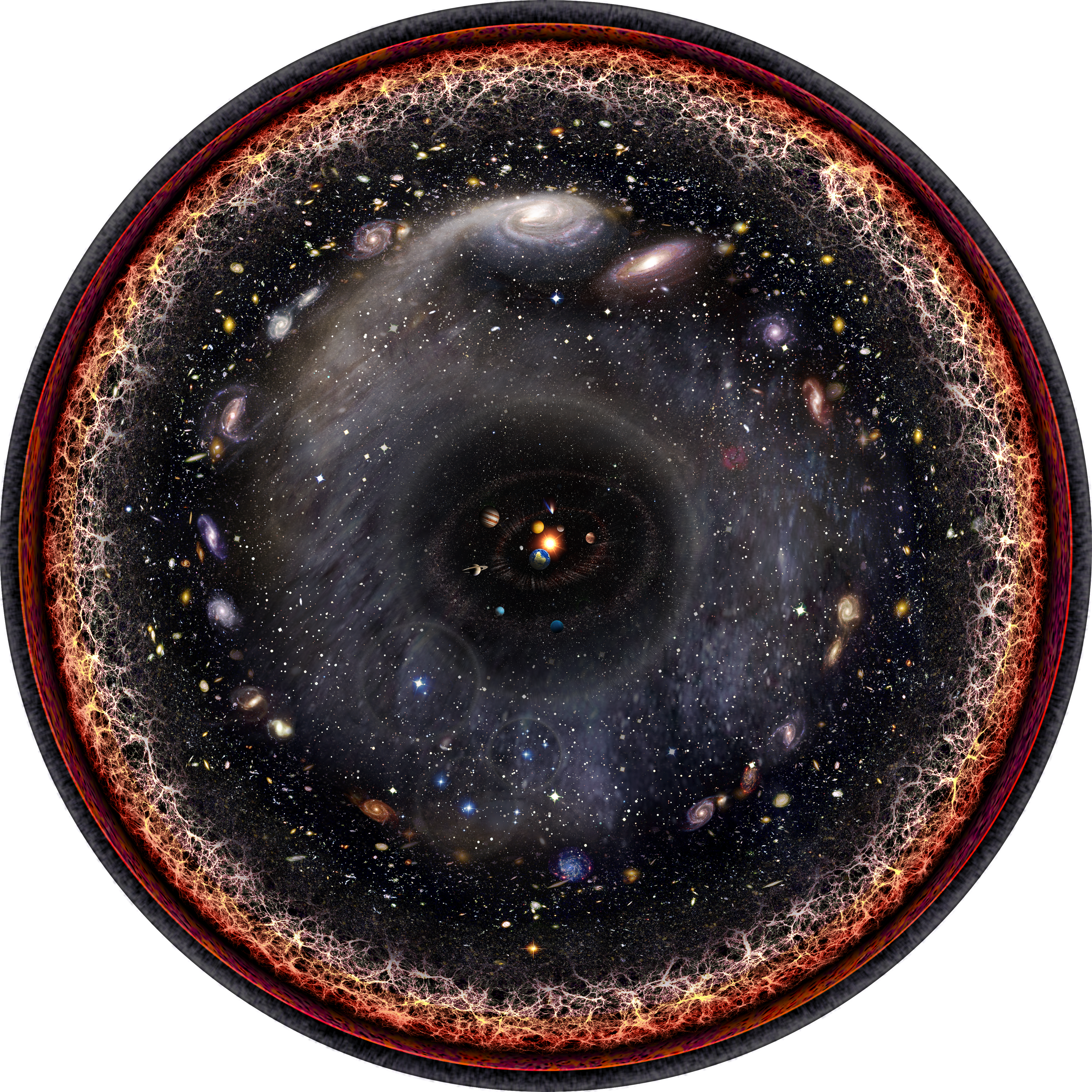
Representação artística do universo observável com o sistema solar no centro da figura.

A palavra também era comumente usada por Buckminster Fuller em suas palestras.
Na astrofísica, o termo "cosmografia" está começando a ser usado para descrever tentativas de determinar a distribuição da matéria em grande escala e a cinemática do universo observável, dependente da métrica de Friedmann-Lemaître-Robertson-Walker, mas independente da dependência temporal do fator de escala na composição matéria / energia do Universo.
Nas últimas décadas, a expansão em aceleração cósmica é um marco cosmológico descoberto. Não se sabia até então como uma série de mecanismos dinâmicos são propostos para dar explicação a um fenômeno misterioso na cosmografia. Embora a essência dela ainda não seja conhecida, existem tentativas teóricas que tentam dar explicação por meio da gravidade modificada e da energia escura. Um dos primeiros paradigmas é baseado na crença de que existe um oponente cósmico chamado energia escura. Muitas observações focam na região de alto redshift (desvio para o vermelho). Por exemplo, a supernova em uma compilação de análise de curva de luz conjunta (JLA) pode abranger a região do desvio para o vermelho até 1,3; o fundo cósmico de micro-ondas (CMB) pode até mesmo fazer uma retrospectiva do universo inicial em z ∼ 1 100. Para legitimar a expansão em alto redshift, eles introduziram uma parametrização redshift aprimorada y = z / (1 + z) cosmografia no A expansão baseada em dados é matematicamente segura e útil, por causa de 0 <y <1, mesmo para o redshift  alto. Mais tarde, alguns outros métodos de redshift também foram propostos.

## 'Cosmografia urbana'
Existem também outras formas de cosmografia recentemente descobertas, como a 'cosmografia urbana', que são ilustrações de cenas urbanas que descrevem as características físicas dos locais representados nas ilustrações. A representação das características físicas das cenas urbanas expressa uma ampla gama de crenças de forma implícita. Essas crenças representam o mundo que os cerca e os laços entre eles e os sistemas, instituições e ações humanas locais que enfrentam. Portanto, a ilustração de uma cidade representa uma forma de cosmografia que veio dos primeiros artesãos modernos na tentativa de compreender e representar os contornos do mundo, que eram conhecidos e desconhecidos. Mapas, a 'cosmografia urbana' usa a perspectiva para documentar a posição da cidade dentro de um universo que evolui continuamente em torno dela.
Um exemplo dessa "cosmografia urbana" é A cidade ideal, que se acredita ter sido pintada por Fra Carnevale por volta de 1480. A cidade ideal é uma pintura em painel que fez parte de três pinturas semelhantes que pertenceram ao duque de Urbino. A imagem apresentada nesta pintura representa um mundo que está para além do enquadramento da realidade urbana da época. No entanto, as formas arquitetônicas encontradas na pintura e a localização na cidade pintada eram uma representação precisa do que era a ordem das coisas na época. A ordem percebida das coisas na época tinha uma sensação aperfeiçoada, mas esta representação ainda conseguiu ilustrar e manter sua compreensão da realização futura e da ilustração. Essa é a 'cosmografia urbana' de Fra Carnevale afirmando a definição de 'cosmografia urbana' na qual é usada como uma ferramenta para a perspectiva documentar a posição da cidade dentro de um universo que evolui continuamente em torno dela. Existem muitas outras referências visuais ao longo da história e da arte que também são representações da 'cosmografia urbana'. Eles ofereceram uma visão ampla das cidades ao longo do tempo e a perspectiva das pessoas que vivem nelas.